# Finnische Fußballmeisterschaft 1920
Die finnische Fußballmeisterschaft 1920 war die zwölfte Saison der höchsten finnischen Spielklasse im Herrenfußball.
Åbo IFK gewann die Meisterschaft.

## Endrunde

### Halbfinale
|                 | Ergebnis |                      |
| --------------- | -------- | -------------------- |
| Åbo IFK         | 5:1      | Turun Riento         |
| Viipurin Reipas | 0:2      | Helsingin Palloseura |

### Finale
|         | Ergebnis |                      |
| ------- | -------- | -------------------- |
| Åbo IFK | 2:1      | Helsingin Palloseura |